# Reaction Control System

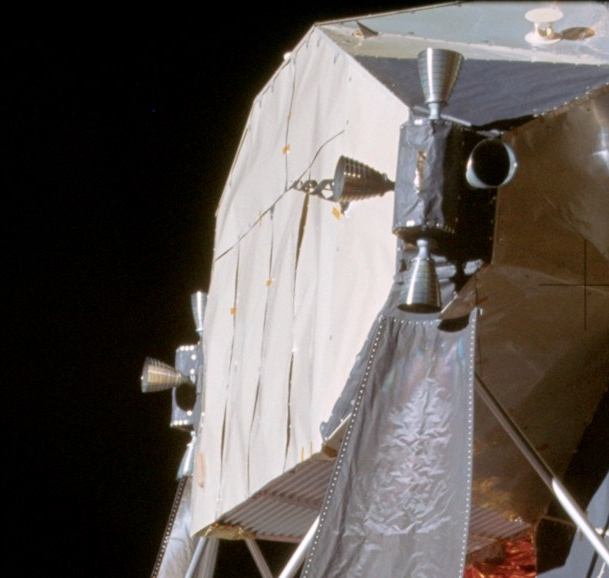
Steuerdüsen der Apollo-Mondlandefähre

Das Reaction Control System (RCS) bzw. die Steuerdüsen dienen der Steuerung eines Raumfahrzeugs außerhalb der dichten Atmosphäre mit Lageregelungstriebwerken, da hier aerodynamische Steuerflächen, wie sie bei Flugzeugen zur Lagesteuerung verwendet werden, wirkungslos sind. Es ermöglicht die Ausrichtung des Raumfahrzeugs entlang aller drei Achsen im Raum.

## Technik

### Steuerungsprinzip
Da für die Steuerung im Orbit nur die Massenträgheit des Raumfahrzeugs zu überwinden ist, sind im Vergleich zum Atmosphärenflug nur geringe Steuerungskräfte nötig. Die Steuerung eines Orbiters durch das RCS erfolgt durch kurze, stoßartige Zündungen, die dem Raumfahrzeug einen Impuls in die Gegenrichtung des vom RCS ausgestoßenen Gases geben (Rückstoßprinzip).
Die dadurch eingeleitete Bewegung wird bei Erreichen der gewünschten Lage durch einen Gegenimpuls beendet. Diese Bremszündung muss dabei exakt dieselbe Beschleunigung auf das Raumfahrzeug ausüben wie die erste, jedoch in entgegengesetzter Richtung. Jede Lageänderung erfordert also mindestens zwei Zündungen der Lagesteuerdüsen.

### Treibstoff
Als Treibstoff kommen meist Hypergole oder Monergole zum Einsatz. Das Apollo-Raumschiff zum Beispiel verwendete ein hypergoles Treibstoffgemisch aus Stickstofftetroxid und Hydrazin.

## Space Shuttle

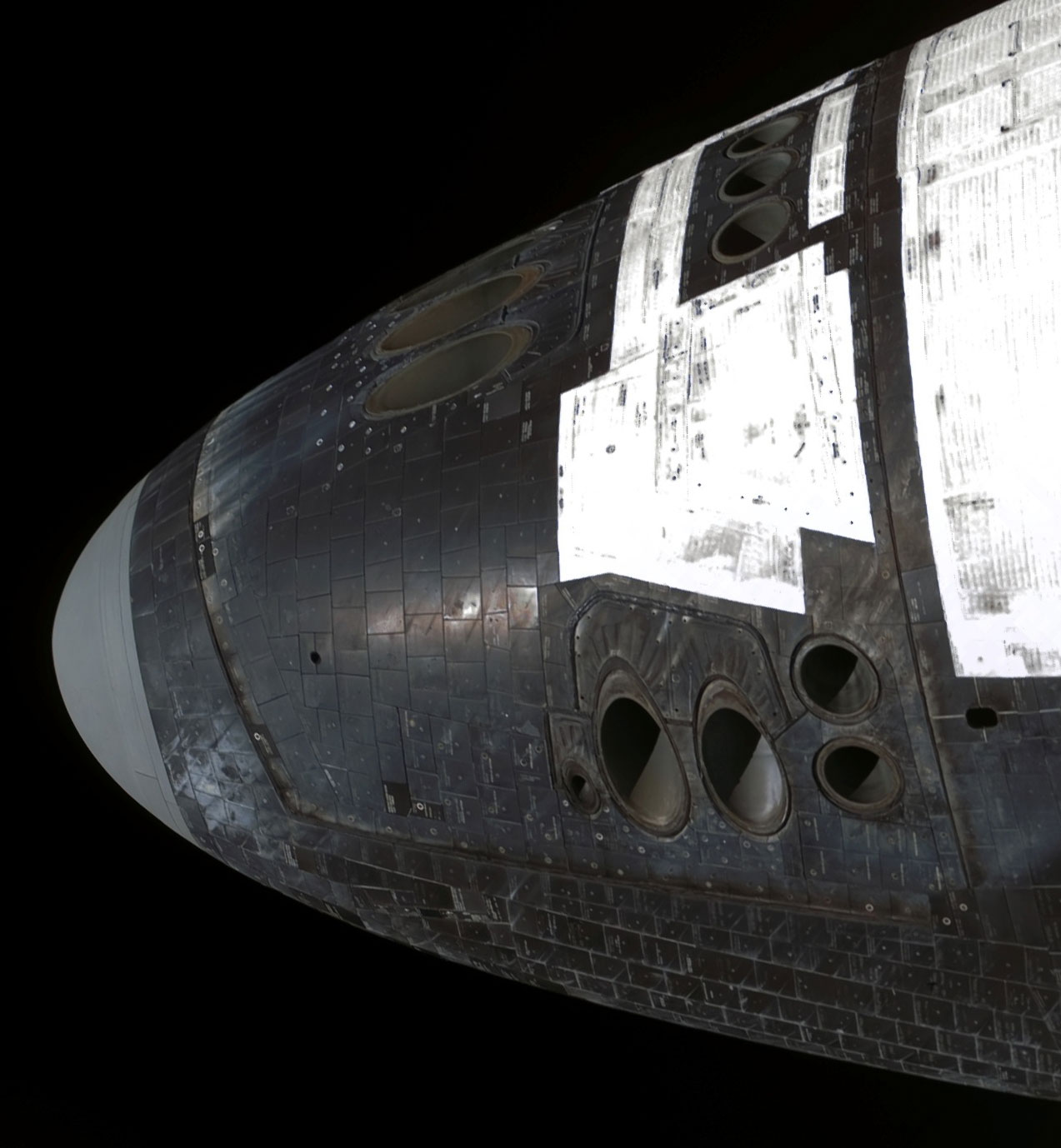
RCS-Triebwerke in der Nase des Space Shuttles

Zur vollständigen Lagekontrolle beim Space Shuttle wurde das Reaction Control System (RCS) noch durch das Orbital Maneuvering System (OMS) ergänzt, das die Änderung der Bahnhöhe ermöglichte. Das Gesamtsystem ermöglichte die Ausrichtung und Bewegung der Raumfähre entlang aller drei Achsen im Raum.
Das Space-Shuttle-RCS besteht aus 44 Raketentriebwerken unterschiedlicher Schubkraft, die in drei Gruppen zusammengefasst sind:
- unterhalb der beiden OMS-Triebwerke befindet sich je ein Block von 14 Düsen
- 16 Motoren sind in der Orbiternase untergebracht.

Neben den 38 Hauptaggregaten, die jeweils über eine Schubkraft von 3,9 Kilonewton verfügten, gab es sechs kleinere Düsen (zwei pro RCS-Gruppe) mit jeweils 106,8 Newton Schubkraft. Diese dienten der Feinsteuerung.

## Geschichte
Bei frühen X-Programmen der US Air Force wurden bereits ähnliche Systeme ausprobiert. Die North American X-15 besaß bereits ein funktionierendes Lagesteuerungssystem, da sie für einen Flug bis an die Grenze der Atmosphäre ausgelegt war.